# Achagua
Cet article possède un paronyme, voir Achaguas.
L’achagua est une langue amérindienne de la famille des langues arawakiennes du Nord, parlée en Colombie le long de la rivière Meta, près de Puerto Gaitán dans les Llanos,  par 400 personnes.

## Phonologie

### Voyelles
|         | Antérieure | Centrale | Postérieure |
| ------- | ---------- | -------- | ----------- |
| Fermée  | i [i]      |          | u [u]       |
| Moyenne | e [e]      |          | o [o]       |
| Ouverte |            | a [a]    |             |

### Consonnes
|               |               | Bilabiale | Dentale | Latérale | Palatale | Vélaire | Glottale |
| ------------- | ------------- | --------- | ------- | -------- | -------- | ------- | -------- |
| Occlusives    | Sourdes       | p [p]     | t [t]   |          |          | k [k]   | ʔ [ʔ]    |
| Occlusives    | Sonores       | b [b]     | d [d]   |          |          |         |          |
| Fricatives    | Sourdes       |           | s [s]   |          | ʃ [ʃ]    |         | h [h]    |
| Fricatives    | Sonores       |           |         |          | ʒ [ʒ]    |         |          |
| Nasales       | Nasales       | m [m]     | n [n]   |          |          |         |          |
| Liquides      | Liquides      |           |         | l [l]    |          |         |          |
| Semi-voyelles | Semi-voyelles | w [w]     |         |          | j [j]    |         |          |